# Joey Ramone
Joey Ramone, egentligen Jeffrey Ross Hyman, född 19 maj 1951 i Queens i New York, död 15 april 2001 i New York, var en amerikansk sångare och låtskrivare.

## Historia

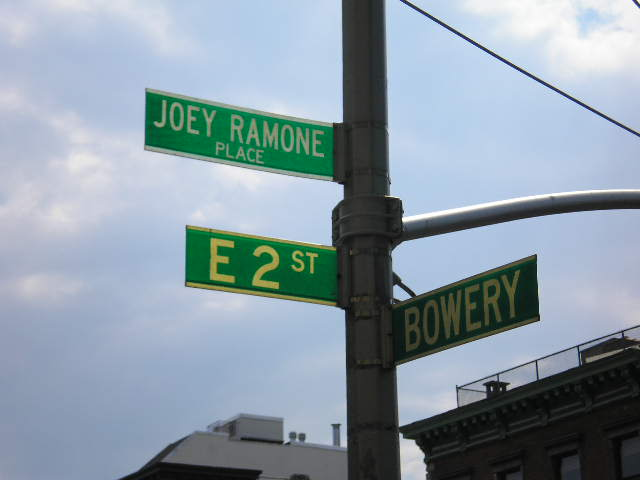
Joey Ramone Place på Manhattan.

Joey Ramone var sångare i rockbandet Ramones som han bildade 1974 tillsammans med Johnny, Dee Dee och Tommy Ramone. Joey sjöng i bandet under hela dess verksamma period. Joey skrev tillsammans med Dee Dee Ramone de flesta låtarna. 
Joey Ramone avled 2001, 49 år gammal, av cancer i lymfkörtlarna. Joey var så övertygad om att han skulle överleva sin cancer att han fyra dagar före sin död vägrade att bli matad med slangar eftersom han var rädd att det skulle skada hans stämband. Efter sin död fick han en gata i New York uppkallad efter sig, Joey Ramone Place.
Joeys soloalbum Don't Worry About Me gavs ut postumt 2002 och innehåller Louis Armstrong-covern "What a Wonderful World". Ännu ett postumt soloalbum ...Ya Know? gavs ut 2012, som bland annat innehåller en akustisk version av "Life's a Gas", som ursprungligen var med på The Ramones sista album, ¡Adios Amigos!.

## Diskografi (solo)
Album
- Don't Worry About Me (2002)
- ...Ya Know? (2012)

EP
- In a Family Way – Sibling Rivalry (1994)
- Ramones: Leathers from New York (The Ramones och Joey Ramone (solo) (1997)
- Christmas Spirit...In My House (2002)

Singlar
- "I Got You Babe" (duett med Holly Beth Vincent) (1982)
- "Merry Christmas (I Don't Want To Fight Tonight) (Revised)" (2001)
- "What a Wonderful World" (2002)
- "Rock and Roll Is the Answer" / "There's Got to Be More to Life" (2012)
- "Merry Christmas (I Don't Want To Fight Tonight)" (2017)